# Acrocercops anthogramma
Acrocercops anthogramma är en fjärilsart som beskrevs av Edward Meyrick 1921. Acrocercops anthogramma ingår i släktet Acrocercops och familjen styltmalar. Inga underarter finns listade i Catalogue of Life.